# Pitardella sikkimensis
Pitardella sikkimensis är en måreväxtart som först beskrevs av Joseph Dalton Hooker, och fick sitt nu gällande namn av Deva D. Tirvengadum. Pitardella sikkimensis ingår i släktet Pitardella och familjen måreväxter. Inga underarter finns listade i Catalogue of Life.